# 124년

## 연호
- 후한(後漢) 연광(延光) 3년

## 기년
- 후한(後漢) 안제(安帝) 18년
- 신라(新羅) 지마 이사금(祗摩泥師今) 13년
- 고구려(高句麗) 태조대왕(太祖大王) 72년
- 백제(百濟) 기루왕(己婁王) 48년